# Metacrinus nodosus
Metacrinus nodosus is een zeelelie uit de familie Isselicrinidae.
De wetenschappelijke naam van de soort werd in 1884 gepubliceerd door Philip Herbert Carpenter.